# Bojna zračnog motrenja i navođenja
Bojna zračnog motrenja i navođenja (Bojna ZMIN) postrojba je Hrvatskog ratnog zrakoplovstva. Zadaća je Bojne ZMIN stalnim radarskim nadzorom zračnog prostora otkrivati, identificirati i pratiti zrakoplove u zračnom prostoru Republike Hrvatske, navoditi borbene zrakoplove na neidentificirane zrakoplove, zrakoplove s nepoznatim namjerama i protivničke zrakoplove, te pružiti radarsku potporu provedbi letačkih zadaća zrakoplovima OSRH kao i zrakoplovima savezničkih snaga. Podatke o situaciji u zračnom prostoru distribuira uvezanim korisnicima.
Postrojba je po novom ustroju početkom 2008. godine prešla iz brigade u bojnu.

## Povijest
Sustav zračnog motrenja i navođenja u Oružanim snagama Republike Hrvatske osnovan je u srpnju 1991. godine. Na inicijativu zrakoplovne grupe pri Glavnom stožeru HV-a, tijekom jeseni 1991. u blizini Bjelovara uvodi se u upotrebu prvi radar. U radu postrojbe se koristi i radar Državnog hidrometeorološkog zavoda u Slavoniji. Znatnijem razvoju sustava pridonosi zaposjedanje radarskog položaja Šašina greda kraj Siska.
Ustrojavanjem 170. brigade ZMIN-a nastavlja se prikupljanje opreme, većinom ruskih radara koje je koristila JNA, a koji su došli u posjed hrvatske strane prilikom zauzimanja vojarni. 
170. brigadu ZMIN su činile tri bojne smještene u Kurilovcu, Osijeku i Splitu te Satnija za održavanje i razvoj. Svaka bojna se sastojala od operativnog središta te 3-4 radarske postaje. Motriteljskim radarima, radarima za mjerenje visine te sustavima veza su dostignute sposobnosti za provedbu zadaći sustava i radarsku potporu zrakoplovima HRZ-a.
Zadaća Bojne ZMIN neprekidan je nadzor zračnog prostora Republike Hrvatske i prilaza njezinu teritoriju te pružanje radarske potpore borbenom djelovanju snaga HRZ-a i održavanje borbene opreme sustava ZMIN. 
Od 2000. godine u upotrebu su uvedeni moderni američki trodimenzionalni radari FPS-117 dometa 450 kilometara. Radare proizvodi američka tvrtka Lockheed Martin. Prvi je instaliran na Sljemenu, a nakon toga i na ostala četiri radarska središta.
170. brigada ZMIN je 2008. godine pretvorena u Bojnu ZMIN koja se sastoji od devet cjelina. Bojnu čini Zapovjedništvo, pet radarskih postaja u Borincima, Papuku, Sljemenu, Učki i Pelješcu, dva operativna središta, Središte za nadzor zračnog prostora u Podvornici kraj Zagreba i Sektorsko operativno središte u Splitu te Satnija za zrakoplovno-tehničko održavanje i opskrbu koja održava radarske sustave.

## Zadaće
Zadaća Bojne ZMIN je neprekidan nadzor zračnog prostora Republike Hrvatske, pružanje radarske potpore borbenom djelovanju snaga HRZ-a te održavanje radara i opreme. 
Bojna ZMIN osim vojnih, provodi i zadaće potpore civilnim strukturama. Tri radara Bojne ZMIN uvezana su u sustav Hrvatske kontrole zračne plovidbe (HKZP) koja je odgovorna za upravljanje civilnim zračnim prometom, dok je Bojna ZMIN odgovorna za sigurnost zračnog prostora.
Bojna ZMIN daje radarsku potporu i snagama Operativnog vatrogasnog zapovjedništva u protupožarnoj sezoni, snagama Obalne straže te surađuje s Ministarstvom vanjskih poslova, od kojeg dobiva diplomatska odobrenja za letove stranih državnih zrakoplova. 
Od ulaska Hrvatske u NATO Bojna ZMIN podatke šalje NATO-ovim središtima za zračne operacije u Italiji, nadređenom operativnom središtu u Španjolskoj i u vrhovno zapovjedništvo za zračne snage u Europi u zračnoj bazi Ramstein u Njemačkoj. Bojna razmjenjuje podatke i s operativnim središtima u Italiji, Sloveniji i Mađarskoj.